# سهم الماء المتوسط
سهمية متوسطة (الاسم العلمي:Sagittaria intermedia) هي نوع من النباتات تتبع جنس السهمية من الفصيلة المزمارية.